# Рікардо Мендігурен
Рікардо Мендігурен (ісп. Ricardo Mendiguren, нар. 10 січня 1968, Оньяті) — іспанський футболіст, що грав на позиції нападника.

## Ігрова кар'єра
Народився 10 січня 1968 року в місті Оньяті. Вихованець футбольної школи клубу «Атлетік Більбао». З 1986 року став виступати за дублюючу команду «Більбао Атлетік», що грала у Сегунді.
За основну команду дебютував у Ла Лізі 8 лютого 1987 року в грі проти «Кадіса» (0:0), а з 1988 по 1990 рік був основним гравцем команди, зігравши у 62 матчах Ла Ліги (54 — зі старту), забивши 14 голів, а команда зайняла 7-ме та 12-е місця відповідно. У наступні сезони він здебільшого був гравцем заміни, але теж достатньо часто виходив на поле. Загалом зіграв за рідну команду 223 матчів в усіх турнірах і забив 23 голи.
У сезоні 1995/96 Мендігурен остаточно втратив місце у складі, зігравши лише 10 хвилин, поділених на два матчі, а у першій половині наступного сезону 1996/97 взагалі не зіграв у жодній гри Ла Ліги тому у січні 1997 року перейшов в команду Сегунди «Лас-Пальмас», але через травму так і не зіграв жодної гри за клуб і завершив професійну ігрову кар'єру по завершенні сезону.

## Виступи за збірні
Виступав за юнацькі збірні Іспанії різних вікових груп. Протягом 1989—1990 років залучався до складу молодіжної збірної Іспанії, з якою став чвертьфіналістом молодіжного чемпіонату Європи 1990 року, де забив гол у матчі з італійцями, але цього виявилось недостатньо для проходу далі. Всього на молодіжному рівні зіграв у 5 офіційних матчах, забив 1 гол.

## Статистика
| Клуб              | Сезон   | Чемпіонат | Чемпіонат | Кубок | Кубок | УЄФА | УЄФА  | Інше | Інше  | Разом | Разом |
| Клуб              | Сезон   | Ігор      | Голів     | Ігор  | Голів | Ігор | Голів | Ігор | Голів | Ігор  | Голів |
| ----------------- | ------- | --------- | --------- | ----- | ----- | ---- | ----- | ---- | ----- | ----- | ----- |
| «Більбао Атлетік» | 1985–86 | 1         | 0         | ?     | ?     | -    | -     | -    | -     | 1     | 0     |
| «Більбао Атлетік» | 1986–87 | 27        | 6         | ?     | ?     | -    | -     | -    | -     | 27    | 6     |
| «Більбао Атлетік» | 1987–88 | 12        | 1         | ?     | ?     | -    | -     | -    | -     | 12    | 1     |
| «Більбао Атлетік» | Всього  | 40        | 7         | 0     | 0     | -    | -     | -    | -     | 40    | 7     |
| «Атлетік Більбао» | 1986–87 | 3         | 0         | 0     | 0     | 0    | 0     | -    | -     | 3     | 0     |
| «Атлетік Більбао» | 1987–88 | 17        | 3         | 0     | 0     | -    | -     | -    | -     | 17    | 0     |
| «Атлетік Більбао» | 1988–89 | 32        | 9         | 4     | 1     | 3    | 0     | -    | -     | 39    | 10    |
| «Атлетік Більбао» | 1989–90 | 31        | 5         | 4     | 0     | -    | -     | -    | -     | 35    | 5     |
| «Атлетік Більбао» | 1990–91 | 24        | 2         | 3     | 0     | -    | -     | -    | -     | 27    | 2     |
| «Атлетік Більбао» | 1991–92 | 16        | 0         | 4     | 0     | -    | -     | -    | -     | 20    | 0     |
| «Атлетік Більбао» | 1992–93 | 29        | 2         | 1     | 0     | -    | -     | -    | -     | 30    | 2     |
| «Атлетік Більбао» | 1993–94 | 18        | 0         | 2     | 0     | -    | -     | -    | -     | 20    | 0     |
| «Атлетік Більбао» | 1994–95 | 21        | 1         | 4     | 0     | 6    | 0     | -    | -     | 31    | 1     |
| «Атлетік Більбао» | 1995–96 | 2         | 0         | 0     | 0     | -    | -     | -    | -     | 2     | 0     |
| «Атлетік Більбао» | 1996–97 | 0         | 0         | 0     | 0     | -    | -     | -    | -     | 0     | 0     |
| «Атлетік Більбао» | Всього  | 193       | 22        | 22    | 1     | 9    | 0     | -    | -     | 224   | 23    |
| «Лас-Пальмас»     | 1996–97 | 0         | 0         | 0     | 0     | -    | -     | -    | -     | 0     | 0     |
| Всього            | Всього  | 233       | 29        | 22    | 1     | 9    | 0     | -    | -     | 264   | 30    |